# 鹤麻蝇属
鹤麻蝇属（学名：Horia）为寄蝇科的一个属。

## 下属物种
本属包括以下物种：
- Horia fabriciana Betrem, 1929
- 大分鹤麻蝇 Horia oitana (Hori)